# Zostawcie to Polakom!

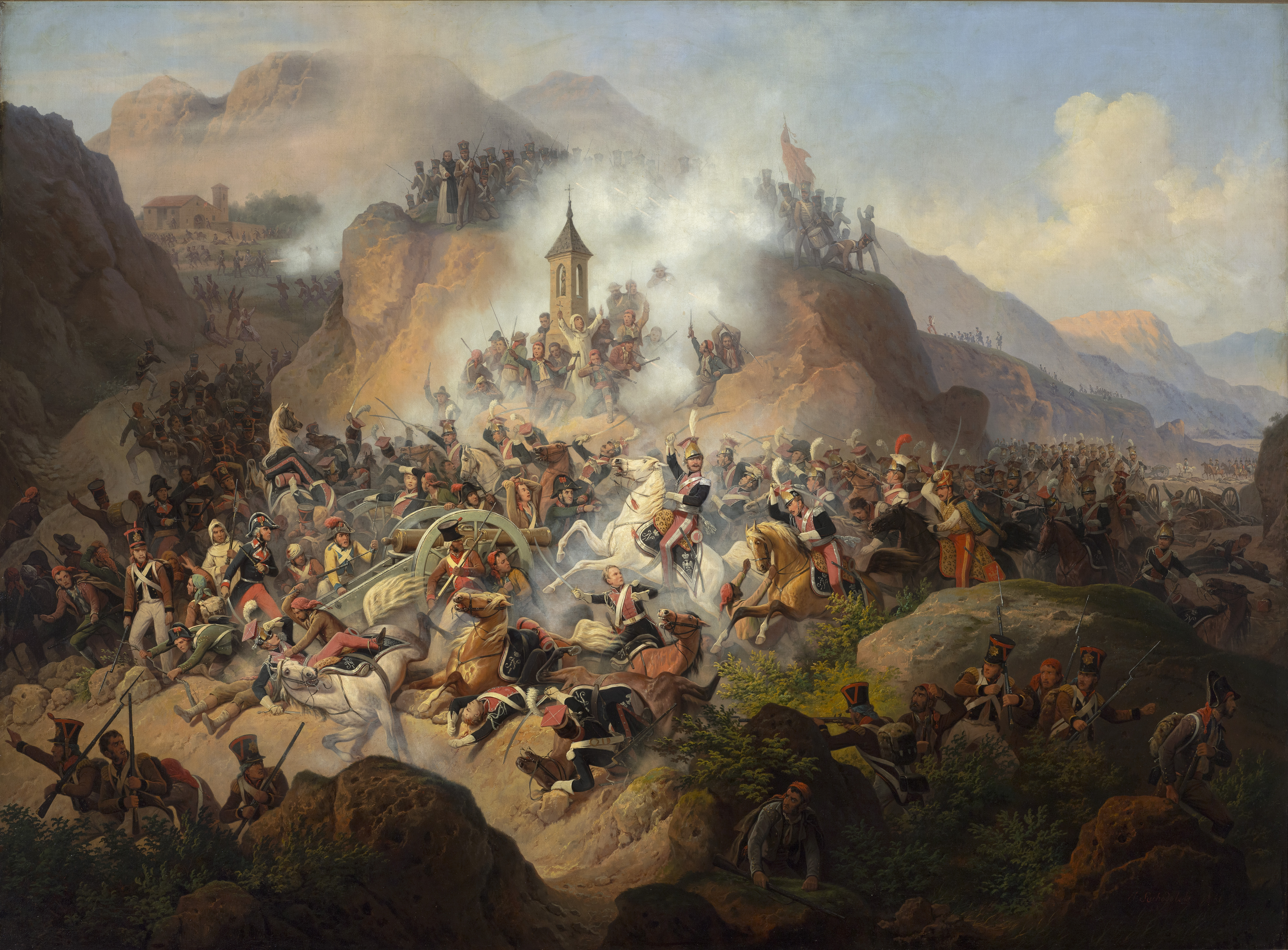
January Suchodolski, Bitwa pod Somosierrą

Zostawcie to Polakom! (fr. Laissez faire aux Polonais!) – słowa wypowiedziane przez Napoleona Bonapartego 30 listopada 1808 roku w czasie bitwy pod Somosierrą.
Były one odpowiedzią na meldunek generała Montbruna poparty przez marszałka Berthiera oznajmujący, że szarża wprost na armaty wojsk hiszpańskich jest niemożliwa. Napoleon usłyszawszy meldunek odpowiedział: Zostawcie to Polakom! i rozkazał adiutantowi majorowi de Ségur zawieźć rozkaz ataku na wrogie baterie Polakom.
Wielu historyków wątpi jednak w prawdziwość cytatu i sądzi, że pojawił się w tradycji już po bitwie pod Somosierrą.